# Mojše Taku
Mojše ben Chasdaj Taku (hebrejsky משה בן חסדאי תאקו‎, narozen v Tachově, tvořil přibližně v letech 1250–1290)  byl český rabín a tosafista původem z Tachova, k němuž odkazuje také jeho příjmení Taku. Působil v Čechách ve 13. století. 

## Názory
Navzdory své zdánlivě mystické orientaci, je rabín Taku naopak znám svým odporem jak esoterické teologie Chasidej aškenaz (zejména Kalonymitů  tj. stoupenců rabína Jehudy ha-Chasida), tak filozofické orientace stoupenců rabínských racionalistů, jako byli např. Sa'adja Ga'on, Maimonides, Abraham ibn Ezra a další. Věřil, že oba trendy jsou deviantním odklonem od tradičního judaismu, který, jak pochopil, zastává doslovný výklad jak biblických příběhů, tak Agady mudrců.  Jeho odpor vůči všem teologickým spekulacím mu podle názoru Gershoma Scholema vynesl titul jednoho ze dvou skutečně reakčních židovských spisovatelů středověku (druhým byl Josef Aškenazi). 

### Kontroverze
Taku bývá uváděn jako odpůrce Maimonidova Třetího principu víry, neboť trvá na tom, že Bůh může být ztělesněný, a tvrzení opaku je kacířské. Pro Taku by takové popření bylo porušením Boží všemohoucnosti  a proto je třeba brát doslovně všechna antropomorfní narážky na Boha v Tanachu. Izraelský učenec židovské mystiky Josef Dan, však tento široce zastávaný názor na postavení Takua zpochybňuje a zastává jemnější zobrazení:
„Taku trvá na doslovném pojetí popisů prorockých vizí i antropomorfních odkazů na Boha v talmudicko-midrašové literatuře. Nečiní tak kvůli své víře v doslovnou pravdivost těchto popisů, pouze trvá na tom, že představují maximum, které lze vyjádřit ohledně Boží podstaty a vzhledu, a že jakékoli další zkoumání nemůže vést k platným závěrům. Bůh se rozhodl, že nám v písmech odhalí vše, co se v nich nachází: člověk by s tím měl být spokojen a neměl by klást žádné další otázky. Rabín Mojše Taku s největší pravděpodobností nevěřil v antropomorfního Boha.“ 

## Spisy
Ketav Tamim (hebrejsky כתב תמים) je hlavní zdroj myšlenek rabína Takua. To bylo složeno kolem 1220 CE,  a je velmi polemický. Slouží jako útok na teology své doby, kteří se zasazovali o doslovné chápání Aggady, a současně jako prostředek k pokusu prokázat platnost korealismu pomocí citování důkazních textů z Tanachu a Talmudu. Taku uvádí, že v židovských dějinách došlo ke třem teologickým katastrofám, z nichž každá vytvořila vlastní školu hereze - křesťanství v čele s Ježíšem; Karaismus v čele s Ananem a názory Sa'adji v jeho díle Emunoth ve-Deoth a jeho komentář k Sefer Jecira.  Ačkoli není známo, zda celé Takuovo dílo přežilo dodnes, několik hlavních částí se dochovalo a bylo poprvé publikováno v roce 1860 ve Vídni. 